# Qeqertarsuaaraq
Qeqertarsuaaraq [qɜqɜˌtːɑsːuˈɑːʁɑq] (nach alter Rechtschreibung K'eĸertarssuâraĸ) ist eine wüst gefallene grönländische Siedlung im Distrikt Qaqortoq in der Kommune Kujalleq.

## Lage
Qeqertarsuaaraq liegt im Südosten der Insel Qaarusuarsuk. Dem Ort vorgelagert liegen die namensgebende Insel Qeqertarsuaaraq und Ulamertoq. 5,6 km südwestlich liegt Qassimiut als nächster bewohnter Ort.

## Geschichte
Qeqertarsuaaraq wurde erstmals 1786 besiedelt. Anschließend wurde der Ort zeitweise wieder verlassen. Spätestens 1893 war er wieder bewohnt.
Ab 1911 gehörte Qeqertarsuaaraq zur Gemeinde Qassimiut.
1919 lebten 45 Menschen in Qeqertarsuaaraq, die in neun Häusern lebten. Unter ihnen waren zehn Jäger, die von der Jagd auf Robben und Füchse lebten, aber es wurden auch Rüben, Kartoffeln und Rhabarber angebaut und Schafzucht betrieben. Es gab einen Katecheten und eine Hebamme im Ort.
1937 wurde eine Schulkapelle errichtet. Zuvor fand der Unterricht in der Wohnung des Katecheten statt. Zwischen 1930 und 1960 wohnten rund 50 Personen in Qeqertarsuaaraq. Ab 1950 gehörte Qeqertarsuaaraq zur Gemeinde Qaqortoq. 1960 lebten noch 38, 1962 noch elf Menschen in Qeqertarsuaaraq, 1965 noch sieben und 1968 noch fünf. Der Ort wurde die letzten Jahre nur noch als Schäfersiedlung genutzt, bevor er spätestens 1976 gänzlich aufgegeben wurde.

## Söhne und Töchter
- Agnethe Nielsen (1925–2011), Politikerin (Atassut) und Frauenrechtlerin